# Lost & Found Music Studios
Lost & Found Music Studios è una serie canadese creata da Frank van Keeken e trasmessa da Family Channel. Si tratta di uno spin-off di The Next Step.

## Trama
La serie segue le vite di un gruppo di adolescenti musicisti che sono membri di un programma musicale post-scolastico, dove possono comporre canzoni, avere accesso ad uno studio, scambiarsi aiuti e pareri. Mr. T, il proprietario del Lost & Found Music Group Studios e noto produttore musicale, ammette solamente un gruppo ristretto di nuovi membri ogni anno per unirsi al gruppo. Alla fine dell'anno alcuni membri sono scelti per prendere parte ad un tour. Prender parte al tour significa iniziare la propria carriera a livello ufficiale, ma anche lasciare il Lost & Found definitivamente.

## Personaggi

### Protagonisti

#### Membri del Lost & Found
- Luke (Shane Harte), leader e chitarrista solista del gruppo, ha sentimenti contrastanti per Leia. Un tempo suonava insieme a Nate in una band.
- John (Alex Zaichkowski), membro della band di Luke, innamorato di Michelle e ricambiato. Abile al pianoforte e alla chitarra, migliore amico di Luke
- Theo (Levi Randall), membro della band di Luke, chitarrista, è innamorato di Maggie.
- James (Trevor Trodjman) Membro batterista della band Luke che lascia la Next Step per entrare nel Lost e Found, è fidanzato con Riley.
- Leia (Keara Graves)compositrice, Cantante, migliore amica di Rachel,ha una cotta per Luke (ricambiata), Leader della banf delle ragazze
- Rachel (Sarah Carmosino) cantante, migliore amica di Leia, membro della band Delle ragazze
- Maggie (Alyssa Baker) Grande fan della band. Abile pianista e cantante, ha una cotta per Luke, membro della band Delle ragazze
- Annabelle (Olivia Solo) cantante, membro della band Delle ragazze
- Eva (Ella Jonas Farlinger)
- Clara (Jeni Ross), cantante e brillante mixer, sorella minore di Giselle.
- Isaac (Rakim Kelly) Abile cantante fratello di Tully (Paradox)
- Jude (DeShaun Clarke) rapper molto abile. Suona le tastiere.
- Mary (Maranda Thomas) Grande ascoltatrice di musica e sempre in discoteca a ballare. Abile cantante e chitarrista, era fidanzata con Tully (Paradox)
- Nate (Matthew Bacik) Amico di Luke, era membro di una band insieme a lui. Luke suonava la chitarra, lui il basso.

#### Altri protagonisti
- Mr. T (Michael Torontow) Proprietario del Lost e Found. Grande amico di Parker. Fu in passato un musicista e produttore che suonò in una band passata canadese. È anche un polistrumentista. Dopo che Parker (suo compagno di band) fondò la scuola, lui iniziò a comperare per migliorare la scuola e dopo una scommessa persa da Parker, lui riuscì ad aggiudicarsi la scuola, ma dovette abbandonare la musica. Al contrario, Parker continuò a dedicarsi della scuola e a continuare la sua carriera nella band (lui dà materiale e denaro per produrre i video-clip delle canzoni). Durante il tour dei ragazzi neo-musicisti, loro avrebbero la possibilità di avere Parker o Mr. T come manager.
- Parker (Ali Milner) Produttore discografico e compositore. Assistente di Mr.T e fondatore della scuola.

Citati
Michael: fu compagno di band di Mr.T di band e grande amico di Parker. Nella band lui era il batterista. Dovette abbandonare la band per problemi di stress.
Rocky: fu il manager di Mr.T. Morì per problemi di cuore.
Harry: fu il bassista della band di Mr. T. È tuttora un membro attivo insieme al frontman.
Jerry: è il frontman e pianista della band di Mr.T ed è tuttora un membro attivo.

### Personaggi secondari
- Hannah (Katrina Hachey)
- Britney (Bailey Pelkman)
- Tully (Lovell Adams-Gray)
- Jackie (Lauren Thomas)
- Thomas (Ian Matthews)

### Membri diThe Next Step
- Michelle (Victoria Baldesarra), ballerina della Next Step. Innamorata di John e ricambiata.
- Riley (Brittany Raymond), fidanzata di James e proprietaria della Next Step
- Giselle (Jordan Clark), ballerina che ha una cotta per Theo, sorella di Clara.
- Stephanie (Samantha Grecchi), ballerina e attrice ex membro della Next Step che compare solamente nel primo episodio.
- West (Lamar Johnson), ex membro della Next Step che compare solamente nel primo episodio.

## Episodi
| Stagione         | Episodi | Prima TV Canada | Pubblicazione Italia |
| ---------------- | ------- | --------------- | -------------------- |
| Prima stagione   | 14      | 2015            | 2016                 |
| Seconda stagione | 13      | 2016            | 2016                 |

### Prima stagione
| N° | Titolo                 | Trasmissione Canada | Pubblicazione Italia |
| -- | ---------------------- | ------------------- | -------------------- |
| 1  | Lost and Found         | 11 dicembre 2015    | 1 aprile 2016        |
| 2  | See Through Me         | 8 gennaio 2016      | 1 aprile 2016        |
| 3  | Play the Record        | 15 gennaio 2016     | 1 aprile 2016        |
| 4  | Heart & Soul           | 22 gennaio 2016     | 1 aprile 2016        |
| 5  | Invinicble             | 29 gennaio 2016     | 1 aprile 2016        |
| 6  | All About the Music    | 5 febbraio 2016     | 1 aprile 2016        |
| 7  | Day After Day          | 12 febbraio 2016    | 1 aprile 2016        |
| 8  | Dancing in the Rain    | 19 febbraio 2016    | 1 aprile 2016        |
| 9  | Potent Love            | 26 febbraio 2016    | 1 aprile 2016        |
| 10 | Heart Shape            | 4 marzo 2016        | 1 aprile 2016        |
| 11 | Freebird               | 11 marzo 2016       | 1 aprile 2016        |
| 12 | Sunrise                | 25 marzo 2016       | 1 aprile 2016        |
| 13 | Callin' Callin' Part 1 | 1 aprile 2016       | 1 aprile 2016        |
| 14 | Callin' Callin' Part 2 | 1 aprile 2016       | 1 aprile 2016        |

### Seconda stagione
| N° | N° | Titolo                 | Trasmissione Canada | Pubblicazione Italia |
| -- | -- | ---------------------- | ------------------- | -------------------- |
| 15 | 1  | Sweet Tarts            | 16 dicembre 2016    | 3 dicembre 2016      |
| 16 | 2  | Rhythm in My Heartbeat | 13 gennaio 2017     | 3 dicembre 2016      |
| 17 | 3  | Wondering              | 20 gennaio 2017     | 3 dicembre 2016      |
| 18 | 4  | Take Control           | 27 gennaio 2017     | 3 dicembre 2016      |
| 19 | 5  | Hit My Heart           | 3 febbraio 2017     | 3 dicembre 2016      |
| 20 | 6  | How Far We've Come     | 10 febbraio 2017    | 3 dicembre 2016      |
| 21 | 7  | Last Shot              | 17 febbraio 2017    | 3 dicembre 2016      |
| 22 | 8  | Take You There         | 24 febbraio 2017    | 3 dicembre 2016      |
| 23 | 9  | Let it Go              | 3 marzo 2017        | 3 dicembre 2016      |
| 24 | 10 | Falling for You        | 10 marzo 2017       | 3 dicembre 2016      |
| 25 | 11 | Call My Name           | 17 marzo 2017       | 3 dicembre 2016      |
| 26 | 12 | You Could Have it All  | 24 marzo 2017       | 3 dicembre 2016      |
| 27 | 13 | The Sound of Change    | 31 marzo 2017       | 3 dicembre 2016      |

## Produzione
La serie televisiva canadese è stata prodotta durante il 2015. La prima stagione avrebbe dovuto avere una durata di 27 episodi. In realtà il primo è stato trasmesso in anteprima come un episodio pilota. Gli episodi 13 e 14 sono stati trasmessi come prima e seconda parte di un unico episodio in Canada. Inizialmente era previsto, come per la serie originale, che la prima stagione fosse trasmessa come divisa in due parti. L'ultimo episodio della prima parte è stato trasmesso in Canada il 1º aprile, giorno in cui i 14 episodi sono stati pubblicati su Netflix, e resi quindi disponibili in tutto il mondo. Il 9 aprile è stato diffuso il trailer della seconda parte della prima stagione, e annunciata come data la fine dell'anno. Tuttavia la trasmissione degli ultimi 13 episodi, prevista per il periodo compreso tra settembre e dicembre 2016, è stata posticipata a data da destinarsi. Pertanto Netflix ha deciso di pubblicare gli ultimi 13 episodi il 3 dicembre. Inoltre Netflix ha rinominato la seconda parte della prima stagione come "seconda stagione".